# Louis-Noël Belaubre
Louis-Noël Belaubre est un pianiste et compositeur français, né le 27 décembre 1932 à Muret (Haute-Garonne) et mort le 17 juillet 2017 à Carros (Alpes-Maritimes).

## Biographie
Louis-Noël Belaubre a étudié au Conservatoire de Paris le piano avec Lazare-Lévy et la composition avec Tony Aubin. À partir de 1975, il dirige le conservatoire de Grasse après avoir été professeur au conservatoire de Saint-Maur et directeur du conservatoire de Chevilly. Son œuvre pour piano est abondante, mais il a aussi composé de la musique symphonique, musique de chambre, musique vocale. Il reconnaît dans son parcours l'importance de la musique de Béla Bartók, de Frank Martin, Bohuslav Martinů, Benjamin Britten tout en s'exprimant dans un langage clair, expressif, diversifié, dont l'originalité et la spécificité l'ont tenu éloigné des courants musicaux préétablis.

## Prix
- 1962 : Prix de Musique de chambre au Concours de Composition Musicale de Monaco
- 1965 : Prix de la Musique de ballet de Genève
- 1972 : 1er Prix de Composition du Concours de Stroud (Angleterre)
- 1980 : Prix de composition Chevillon-Bonnaud de la Fondation de France pour l'ensemble de son œuvre pianistique
- Lauréat du Concours International de piano Viotti
- Lauréat du Concours International de piano de Munich

## Œuvres
Piano
- 15 Sonates : no 1, Opus 5 ; no 2, Opus 9 ; no 3, Opus 14 (dédiée à Lazare-Lévy), no 4, Opus 18 ; no 5, Opus 55 ; no 6, Opus 56 ; no 7, Opus 74 ; no 8, opus 80 ; no 9, Opus 82 ; no 10, Opus 83 (dédiée à Sylvie Baschéra) ; no 11, Opus 94 (2002) ; no 12, Opus 96 (dédiée à Nicolas Bacri) ; no 13, Opus 103 ; no 14, Opus 104 ; n° 15, Opus 108
- 3 Thèmes et variations : "sur un air hongrois" ; "sur un chant d’amour du Pays basque" ; "sur un thème original" (Opus 3, no 1 à 3)

- Poétique du piano  47 pièces en 6 volumes (Opus 23 à 28) : Élégie, Fileuse, Questions et réponses, Bagatelle, Marche, Romance, La mélancolie, Lamento, Berceuse, Entendu dans un cauchemar, Lunaire, Lydienne, Rêverie extatique, Ode funèbre, Fugace, Rondo-musette, Choral profane, Impatiences, Errances, Divagations, Gymel, Ariette, Enharmonies, Romance du gai savoir, Strépitoso, Envolées, Traduit du silence, Chant pour le matin, Furioso, Prélude, Ricercare, Burlesque, Fugue aux tons opposés, Fugue à sujet modulant, Canon à la seconde mineure, Caprice, Ricercare aux tons opposés, Prélude et fugue, Cinq moments musicaux, Toccata

- 20 Pièces faciles d'après des chants du folklore du midi de la France (Opus 90)

- 8 Pièces brèves (Opus 84)

- 12 Inventions (Opus87)

- Cadences pour des concertos de Mozart (10), Haydn (2) et Beethoven (1 à 4)

- Sonate pour piano à 4 mains (Opus 11)

- Humoresque, pour 2 pianos (Opus 65)

- Sonate pour 2 pianos (Opus 11 bis)

- Dialogue pour 2 pianos (Opus 61 ter)

- Prélude et fugue pour 2 pianos (Opus 64)

- 7 Préludes pour piano à 4 mains (Opus 86 bis)

- 14 Nouvelles Pièces brèves (Opus 107)

Musique de chambre
- Sonate n°1 pour violon et piano (Opus 2)

- Chants du Pays de Beaune pour violoncelle et piano (Opus 13)

- Fantasmagories, pour clarinette et piano (Opus 34)

- Romances du Gai Savoir pour flûte clarinette et piano (Opus 37 bis)

- Pastorale pour violoncelle et piano (Opus 38)

- 3 Nocturnes pour piano et percussions (Opus 42)

- Les 3 Saisons pour flûte et piano (Opus 53 )

- Les 3 Saisons version pour flûte guitare et violoncelle (Opus 53 bis)

- Dialogue pour piano et synthétiseur analogique (Opus 61)

- Variations sur un air anglais pour alto ou clarinette et piano (Opus 63)

- Rêverie pour basson et piano (Opus 66) - Éditions Billaudot

- Grand duo-Sérénade pour deux violoncelles, ou basson et violoncelle (Opus 31)

- Romances du Gai Savoir version pour flûte, alto (ou clarinette) et harpe (Opus 37)

- Quatuor à cordes n°1 (Opus 39)

- Sonate pour violoncelle (Opus 49)

- 6 Moments musicaux pour violon et violoncelle (Opus 54)

- Fugue pour trois clarinettes et clarinette basse (Opus 64 bis)

- 10 Pièces concertantes pour violon seul (Opus 68)

- Jéricho, toccata pour deux trompettes et grand orgue (Opus 73)

- Sonate pour violoncelle et piano (Opus 101)

- Sonate pour flûte à bec ténor (ou soprano) et piano (Opus 102)

- Concert en trio pour flûte, alto et piano (Opus97)

- Trio pour piano, violon et violoncelle (Opus 106)

Musique pour divers instruments
- 20 Pièces concertantes pour clavecin (Opus 19)

- Passacaille pour orgue

- Livre des Préludes pour orgue

- Danses vives et mélancoliques pour guitare (Opus 47)

- Berceuse pour 2 guitares (Opus 48)

- Les Amours de Don Perlimplin suite pour violon et guitare (Opus 78)

Chant A Cappella
- 6 Poèmes de Rolland Pierre pour chœur mixte à quatre voix (Opus 44)

- 3 Madrigaux italiens pour 2 sopranos, alto, ténor et basse (Opus 85)

Chant et piano
- 3 Poèmes de Goethe pour ténor ou soprano et piano (Opus 7)

- 3 Chansons françaises pour voix élevées et piano concertant (Opus 8)

- 7 Chants du pays de Beaune pour quatuor vocal et piano (Opus 13 bis)

- Le Tombeau de Louisa Paulin Prélude et cinq chants pour voix d’alto, clarinette, violoncelle et piano (Opus 41), ou voix d’alto, hautbois et cordes (Opus 41 bis)

- Matins d'été pour voix moyennes et piano (Opus 71)

- Ode à Jean de La Fontaine pour deux sopranos, baryton, basse, chœur mixte et piano concertant (Opus 72)

- 6 Mélodies françaises pour soprano ou ténor et piano (Opus 22)

- Cantique du Soleil de Saint François d’Assise, pour chœurs d’enfants ou de femmes à deux voix égales, 2 violons, alto, violoncelle, contrebasse et piano (Opus 79 bis)

- Cantique du Soleil version pour soprano et grand orgue (Opus 79 ter)

- 2 Chants Spirituels, pour voix élevées et piano (Opus 81)

- 3 Madrigaux italiens, pour chœur mixte à 5 voix

- 4 Poèmes d' Antonio Machado pour mezzo et piano (Opus 109)

Musique symphonique
- Concerto pour flûte et cordes (Opus 1)

- Adagio et rondo pour deux pianos et orchestre (Opus 4)

- Concerto no 1 pour piano et orchestre (Opus 30)

- Concerto no 2 pour piano et dix instruments (Opus 40)

- Concerto no 2 version pour piano et orchestre (Opus 40 bis)

- Concerto pour violoncelle et orchestre à cordes, d’après la sonate en ut majeur de Boccherini (Opus 46)

- Concerto pour violon et orchestre (Opus 59)

- Dialogue pour piano et orchestre (Opus 61 ter)

- Symphonie concertante pour deux violoncelles, ou basson et violoncelle (Opus 32)

- Symphonie concertante no 2 pour hautbois, piano et orchestre à cordes (Opus 33)

- Symphonie concertante no 3 pour guitare, clavecin et orchestre à cordes (Opus 50)

- Symphonie concertante no 4 pour violon, alto et orchestre (Opus 58)

- Symphonie no 1 (Opus 6)

- Symphonie no 2 (Opus 10)

- Suite extraite de l’École des Pickpockets (Opus 17)

Orchestre et chant
- Cantique du Soleil, pour chœurs d’enfants ou de femmes à deux voix égales, orgue (manualiter) et orchestre à cordes (Opus 79)

Œuvres scéniques
- L’École des Pickpockets, ballet en 3 tableaux pour grand orchestre (Opus 17)

- Les rêves de Camille, féerie pour récitant, chœur d’enfants à 3 voix égales, synthétiseur et orchestre (Opus 60)

## Transcriptions
- Mozart : Sonate pour piano à 4 mains K. 521 transcrite pour violoncelle et piano

- Boccherini : Sonate en ut majeur pour violoncelle et basse transcrite en concerto pour violoncelle et orchestre à cordes

- Bach : 7 pièces d'orgue transcrites pour piano

- Bach : 12 chorals d'orgue transcrits pour deux pianos

- Bach : 6 chorals d'orgue transcrits pour 2 hautbois et piano ou orgue

- Bach : 6 chorals d'orgue transcrits pour hautbois et piano ou orgue

- Haendel : Sonate pour 2 violons et basse transcrite pour 5 violoncelles

## Enregistrements
- Romances du gai savoir, Le tombeau de Louisa Paulin, Ode pour Jean de La Fontaine, Éditions L'Empreinte digitale ; Louis-Noël Belaubre, 1999

## Ouvrages
- Louis-Noël Belaubre, Pour un cinquième âge de la musique, essai, Paris, L’Harmattan, coll. « Musiques en question(s) », 2016, 280 p.
- Louis-Noël Belaubre, Petit dictionnaire analytique, critique et polémique de musique ; précédé de Trois essais sur l'invention musicale, Sampzon, Delatour, 2004, 228 p.
- Louis-Noël Belaubre, Traité de technique et de pédagogie du piano, Sampzon, Delatour, 2004, 137 p.